# زدنیک زمان
ازدنیک زمان (به چکی:Zdeněk Zeman؛ زادهٔ ۱۲ مه ۱۹۴۷ در پراگ، چکسلواکی) یک مربی فوتبال اهل جمهوری چک–ایتالیا است. او مربی بسیاری از باشگاه‌های سری آ مانند باشگاه فوتبال پالرمو، لاتزیو و آ.اس. رم بوده‌است.